# (15050) Heddal
Ourinhos (asteroide n.º 15050) es un asteroide del cinturón principal, descubierto el 12 de diciembre de 1998 por el astrónomo Orlando Naranjo en el Observatorio Astronómico Nacional de Llano del Hato, ubicado en la Cordillera de Mérida, Venezuela.
El nombre proviene de la ciudad de Heddal, al sur de Noruega. Una escuela de esta localidad fue una de tres ganadoras en la competencia de Mejor Escuela en la Enseñanza de la Astronomía, llevada a cabo en el 2009, Año de la Astronomía en ese país.
Posee una excentricidad de 0,1280130 y un inclinación de 3,91730º.